# Herb Rypina
Herb Rypina – jeden z symboli miasta Rypin w postaci herbu.

## Wygląd i symbolika
Herb przedstawia w polu złotym tarczy herbowej złączone plecami sylwetki pół czarnego lwa i pół czerwonego orła. Półlew skierowany jest w heraldycznie prawą stronę, półorzeł – w lewą. Z prawej i lewej strony hybrydy znajdują się blankowane wieże z czerwonej cegły, z jednym oknem łukowym każda.
Baszty (lub wieże) w herbie Rypina, mogą odnosić się do motywu architektury Rypina. Miasto otaczały mury warowne z cegły na fundamencie kamiennym, w południowo-wschodniej części wzmacniały je dwie prostokątne baszty. Główny ciąg komunikacyjny biegnący z południa na północ zamykały okazałe dwie bramy: sierpecka i toruńska. Część muru wraz z basztą została rozebrana dopiero w 1868 roku. Sama brama sierpecka zachowała się w dość dobrym stanie do 1939 roku, w którym została rozebrana przez Niemców.
Ukazanie wizerunku wież mogło być spowodowane częstym w tamtym okresie umiejscawianiem baszt w herbach występujących w sfragistyce miast wielkopolskich i małopolskich.

## Historia
Prawdopodobnie wizerunek półlwa i półorła na herbie miasta został zaczerpnięty przez księcia dobrzyńskiego Władysława, który lokował Rypin 24 czerwca 1345 roku, z pieczęci majestatycznych Władysława Łokietka i Kazimierza Wielkiego, i to dość wiernie. Na przykład skrzydło orła ma długie pióra jak orzeł z pieczęci majestatycznej Kazimierza. 
Pierwsza pieczęć miasta widnieje na dokumencie z roku 1348. Przedstawia ona półlwa i półorła pod wspólną koroną z dwoma wieżami po bokach. Kolejną pieczęć z dokumentu wystawionego 24 grudnia 1400 roku dla Mikołaja Molnera, wyciśnięto w jasnym wosku i przedstawia półlwa i półorła w polu, po ich bokach wieże i częściowo zatartą legendą: CIVITATIS RIPPINEEI.

## Literatura
- Mirosław Krajewski: Rypin. Szkice z Dziejów Miasta – Kilka uwag o dawnych pieczęciach i herbie Rypina. Włocławskie Towarzystwo Naukowe, 1994. Brak numerów stron w książce